# Константин Панов
Константин Георгиев Панов е български офицер, генерал-лейтенант от артилерията, участник в Балканската (1912 – 1913) и Междусъюзническата война (1913), началник разузнавателна секция от Партизански отряд на Единадесета пехотна македонска дивизия през Първата световна война (1915 – 1918).

## Биография
Константин Панов е роден на 2 октомври 1884 г. в София, Княжество България. През 1905 г. завършва в 25-и випуск на Военното на Негово Княжеско Височество училище и на 2 август е произведен в чин подпоручик, а на 1 октомври 1908 в чин поручик.
Взема участие в Балканската (1912 – 1913) и Междусъюзническата война (1913), като на 15 октомври 1912 е произведен в чин капитан.
През Първата световна война (1915 – 1918) капитан Константин Панов служи като началник разузнавателна секция от Партизански отряд на Единадесета пехотна македонска дивизия и на 30 май 1917 г. е произведен в чин майор. Завършва военна академия в Русия.
След края на войната, на 1 април 1920 е произведен в чин подполковник. В периода от 1905 до 1923 г. служи в ШЗО, 1-ви планински артилерийски полк и като началник-щаб на 1-ва бригада от 2-ра пехотна тракийска дивизия. От 1922 до пролетта на 1930 г. и от средата на 1932 до края на 1934 г. e началник на Военната канцелария.
От 1923 г. подполковник Панов е част от свитата на царя, а със заповед № 7 от 1925 г. по Министерството на войната (МВ) е назначен за флигел адютант във Военното училище. На 6 май 1926 г. е произведен в чин полковник, а през 1931 г. със заповед № 47 по МВ е назначен за военен аташе в Париж, след което със заповед № 76 от 1932 г. по МВ командва 25-и пехотен драгомански полк, на която служба е в периода (14 юни 1932 – 24 октомври 1932). През 1934 г. съгласно заповед № 106 по МВ полковник Панов е назначен за началник на петричката военна комисия, а от 1936 г. със заповед № 186 по МВ става флигел-адютант на царя. На 1 май 1934 г. е произведен в чин генерал-майор. Със заповед № 553 от 12 октомври 1934 г. е уточнен съставът на свитата на Царя в която под № 1 попада генерал-майор Константин Панов. През 1935 г. е уволнен от служба. След уволнението си от 1935 г. до 1939 г. е началник на Царската канцелария. Умира през 1968 година.

## Семейство
Генерал-лейтенант Константин Панов е женен и има 2 деца.

## Военни звания
- Подпоручик (2 август 1905)
- Поручик (1 октомври 1908)
- Капитан (15 октомври 1912)
- Майор (30 май 1917)
- Подполковник (5 април 1920)
- Полковник (6 май 1926)
- Генерал-майор (1 май 1934)
- Генерал-лейтенант (неизв.)

## Образование
- Военно на Негово Княжеско Височество училище (до 1905)
- Военна академия в Русия